# Collegio uninominale Friuli-Venezia Giulia - 01 (Camera dei deputati 2017)
Il collegio elettorale uninominale Friuli-Venezia Giulia - 01 è stato un collegio elettorale uninominale della Repubblica Italiana per l'elezione della Camera tra il 2017 ed il 2022.

## Territorio
Come previsto dalla legge elettorale italiana del 2017, il collegio era stato definito tramite decreto legislativo all'interno della circoscrizione Friuli-Venezia Giulia.
Era formato dal territorio di 3 comuni: Muggia, San Dorligo della Valle-Dolina e Trieste.
Il collegio era quindi interamente compreso nella provincia di Trieste.
Il collegio era parte del collegio plurinominale Friuli-Venezia Giulia - 01.

## Eletti
| Elezione | Elezione | Deputato    | Partito          |
| -------- | -------- | ----------- | ---------------- |
|          | 2018     | Renzo Tondo | Noi con l'Italia |

## Dati elettorali

### XVIII legislatura
Come previsto dalla legge elettorale, 232 deputati erano eletti con sistema a maggioranza relativa in altrettanti collegi uninominali a turno unico.
| Candidati              | Candidati             | Voti    | %     | Liste                                | Voti    | %     |
| ---------------------- | --------------------- | ------- | ----- | ------------------------------------ | ------- | ----- |
|                        | Renzo Tondo ✔️ Eletto | 45 506  | 38,17 | Lega                                 | 24 949  | 20,93 |
| Forza Italia           | Renzo Tondo ✔️ Eletto | 45 506  | 38,17 | 12 581                               | 10,55   |       |
| Fratelli d'Italia      | Renzo Tondo ✔️ Eletto | 45 506  | 38,17 | 6 939                                | 5,82    |       |
| Noi con l'Italia - UDC | Renzo Tondo ✔️ Eletto | 45 506  | 38,17 | 1 037                                | 0,87    |       |
|                        | Debora Serracchiani   | 30 909  | 25,93 | Partito Democratico                  | 24 133  | 20,24 |
| +Europa                | Debora Serracchiani   | 30 909  | 25,93 | 5 432                                | 4,56    |       |
| Italia Europa Insieme  | Debora Serracchiani   | 30 909  | 25,93 | 740                                  | 0,62    |       |
| Civica Popolare        | Debora Serracchiani   | 30 909  | 25,93 | 604                                  | 0,51    |       |
|                        | Vincenzo Zoccano      | 30 875  | 25,90 | Movimento 5 Stelle                   | 30 875  | 25,90 |
|                        | Fabio Omero           | 4 861   | 4,08  | Liberi e Uguali                      | 4 861   | 4,08  |
|                        | Gianluca Paciucci     | 1 850   | 1,55  | Potere al Popolo!                    | 1 850   | 1,55  |
|                        | Almerigo Esposito     | 1 203   | 1,01  | Italia agli Italiani                 | 1 203   | 1,01  |
|                        | Fabio Esposito        | 1 132   | 0,95  | CasaPound                            | 1 132   | 0,95  |
|                        | Valentina Baldacci    | 1 009   | 0,85  | Il Popolo della Famiglia             | 1 009   | 0,85  |
|                        | Davide Fiorini        | 454     | 0,38  | Per una Sinistra Rivoluzionaria      | 454     | 0,38  |
|                        | Flavio Venturi        | 401     | 0,34  | Partito Valore Umano                 | 401     | 0,34  |
|                        | Sergio Scarpel        | 279     | 0,23  | 10 Volte Meglio                      | 279     | 0,23  |
|                        | Daniela Peteani       | 230     | 0,19  | Siamo                                | 230     | 0,19  |
|                        | Fabio Campanella      | 195     | 0,16  | Lista del Popolo per la Costituzione | 195     | 0,16  |
|                        | Erika Furlani         | 108     | 0,09  | Patto per l'Autonomia                | 108     | 0,09  |
|                        | Alfio Asero           | 103     | 0,09  | Rinascimento MIR                     | 103     | 0,09  |
|                        | Mauro Montone         | 93      | 0,08  | Blocco Nazionale per le Libertà      | 93      | 0,08  |
| Totale                 | Totale                | 119 208 | 100   |                                      | 119 208 | 100   |
|                        |                       |         |       |                                      |         |       |
| Voti non validi        | Voti non validi       | 3 485   | 2,84  |                                      |         |       |
| Votanti                | Votanti               | 122 693 | 70,28 |                                      |         |       |
| Elettori               | Elettori              | 174 576 |       |                                      |         |       |